# Trio (Dolly Parton, Linda Ronstadt & Emmylou Harris)
Trio is het eerste gezamenlijke studioalbum van de Amerikaanse zangeressen Dolly Parton, Linda Ronstadt en Emmylou Harris. Het werd op 2 maart 1987 uitgebracht door Warner Bros. Records, verkocht wereldwijd vier miljoen exemplaren en sleepte onder meer twee Grammy Awards in de wacht.

## Achtergrond
De zangeressen vonden elkaar in hun gedeelde country-achtergrond, en hun waardering voor elkaars werk. In 1975 deden ze een gezamenlijk optreden in de tv-show van Dolly Parton; daarna ontstond het plan om een trio-album te maken. De eerste opnamen bleven echter op de plank liggen omdat de zangeressen elk bij een andere platenmaatschappij zaten, en hun eigen verplichtingen hadden. Sommige nummers uit deze sessies kwamen terecht op de volgende soloplaten;
- Blue Kentucky Girl (Emmylou Harris; 1977); Even Cowgirls Get The Blues, geschreven door Rodney Crowell.
- Evangeline (Emmylou Harris; 1981); het titelnummer en de hitsingle Mr. Sandman waarop Harris alle stemmen opnieuw had ingezongen.
- Get Closer (Linda Ronstadt; 1982); My Blue Tears, geschreven door Parton.
- Songbird: Rare Tracks and Forgotten Gems (Emmylou Harris; 2007); Palms of Victory

Pas in 1986 hadden Parton, Ronstadt en Harris weer tijd om de studio in te gaan, ditmaal met producer George Massenburg. Trio stond vijf weken op #1 in de Amerikaanse country-charts en haalde de zesde plaats in de Billboard-albumlijst; het werd bekroond bracht vier country-hits voort waaronder een bewerking van To Know Him Is to Love Him, het nummer dat Phil Spector in 1958 schreef voor The Teddy Bears.  
Naar aanleiding van dit succes volgden in 1999 Trio II, en in 2016 The Complete Trio Collection.

## Tracklijst
| Nr. | Titel                      | Lead vocals              | Duur |
| --- | -------------------------- | ------------------------ | ---- |
| 1.  | The Pain of Loving You     | Harris                   | 2:32 |
| 2.  | Making Plans               | Parton                   | 3:36 |
| 3.  | To Know Him Is to Love Him | Harris                   | 3:48 |
| 4.  | Hobo's Meditation          | Ronstadt                 | 3:17 |
| 5.  | Wildflowers                | Parton                   | 3:33 |
| 6.  | Telling Me Lies            | Ronstadt                 | 4:26 |
| 7.  | My Dear Companion          | Harris                   | 2:55 |
| 8.  | Those Memories of You      | Parton                   | 3:58 |
| 9.  | I've Had Enough            | Ronstadt                 | 3:30 |
| 10. | Rosewood Casket            | Parton                   | 2:59 |
| 11. | Farther Along              | Harris, Parton, Ronstadt | 4:10 |